# Estación Tuzantán
Estación Tuzantán es una localidad del estado mexicano de Chiapas. Es parte del municipio de Tuzantán.

## Toponimia
El nombre «Tuzantán» proviene de los términos en náhuatl tuzan, tuza; tlan, lugar. Su significado es «lugar de tuzas».

## Demografía
| Gráfica de evolución demográfica |
|                                  |

| Censo | Población |
| ----- | --------- |
| 1970  | 285       |
| 1980  | 609       |
| 1990  | 846       |
| 2000  | 1 019     |
| 2010  | 1 225     |
| 2020  | 1 225     |